# Behaghel

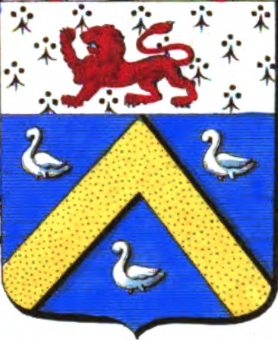
Wapen van de familie Behaghel de Bueren (1845)

Behaghel (ook: Behaghel de Bueren) is een van oorsprong Franse familie waarvan takken tot de Franse en Belgische adel behoren.

## Geschiedenis
De stamreeks begint met Isaac de François de Behaghel die te Belle trouwde in 1593, tevens eerste vermelding van een lid van dit geslacht. Zijn kleinzoon Chrétien de Behaghel was schepen van Belle. Nageslacht werd burgemeester en maire van Belle. Een tak vestigde zich in België waar nakomelingen bestuurders werden, tot volksvertegenwoordiger en senator toe. Andere leden werden militair in het Franse en Belgische leger.

### Adelsbesluiten
In 1822 en 1823 werd door de Franse koning Lodewijk XVIII erfelijke adel verleend aan twee zonen van advocaat Pierre-Jacques Behaghel; ander nog bloeiend nageslacht van de stamvader werd niet verheven in de adel.
In 1845 verkreeg de in 1822 in Frankrijk geadelde adelserkenning in België waardoor hij en zijn nazaten de titel van jonkheer/jonkvrouw dragen. Voor een kleinzoon van de laatste volgde in 1907 verlening van de titel van ridder met recht van overgang bij eerstgeboorte. In 1925 werd wapenwijziging verleend.

### Wapenbeschrijvingen
- 1822: D'azur, au chevron d'or, accompagné de trois merlettes d'argent, chef d'hermin[e], au lion passant de gueules. L'écu timbré d'un casque taré de profil, orné de ses lambrequins.
- 1845: D'azur, au chevron d'or, accompagné de trois merlettes d'argent, au chef d'hermin[e], au lion passant de gueules. L'écu sommé d'un casque d'acier, orné d'un bourrelet et de lambrequins d'azur et d'argent.
- 1907: In blauw, een gouden keper, vergezeld van drie zilveren meerltjes, het hermelijnen hoofd, beladen met een gaanden, rooden leeuw. Het schild overdekt met een goud gekroonden, getralieden, gehalsbanden en omboorden, zilveren helm, gevoerd en gehecht van rood, met dekkleeden van zilver en blauw. Helmteeken: een halve roode leeuw. Het schild voor den titularis ... bovendien gedekt met eene ridderkroon. [Wapen]spreuk: 'Justice et fidélité' van zilver, op een blauw lint.
- 1925: Gevierendeeld, één en vier in lazuur, een keper van goud, vergezeld van drie mereltjes zonder kop noch pooten van zilver, en een schildhoofd van hermelijn, beladen met een gaanden leeuw van keel (Behaghel), twee en drie in zilver, een leeuw van sabel, getongd van keel, gekroond van goud (de Bueren). Het schild overtopt met eenen helm van zilver, gekroond, getralied, gehalsband en omboord van goud, gevoerd en vastgehecht van keel, met dekkleeden van zilver en lazuur. Helmteeken: een uitspringende leeuw van keel. Het schild daarenboven getopt voor den mogelijken drager van den titel van ridder, met eene ridderskroon. Wapenspreuk: 'Honneur justice fidélité' van zilver, op eenen spreukband van lazuur.

## Franse tak
Nakomelingen stammen af van Ignace Jacques de Behaghel die twee zonen had: Pierre Léonard de Behaghel (1731-1825) en Joseph René de Behaghel; de laatste is de stamvader van de bloeiende niet-adellijke Franse tak. Van Pierre Léonard stammen drie takken, waaronder de Franse en Belgische adellijke takken. Van Pierre-Albéric de Behaghel (1790-1838) stamt een niet-adellijke tak, van Hubert Louis Henri de Behaghel (1792-1868), broer van Jean-Pierre Behaghel (1787-1858), stamt de Franse adellijke tak: hij werd in 1823 net als zijn broer verheven in de Franse adel en heeft nageslacht tot heden.
In 1992 was Robert Behaghel te Lille chef de famille van de Franse adellijke tak.

## Belgische tak

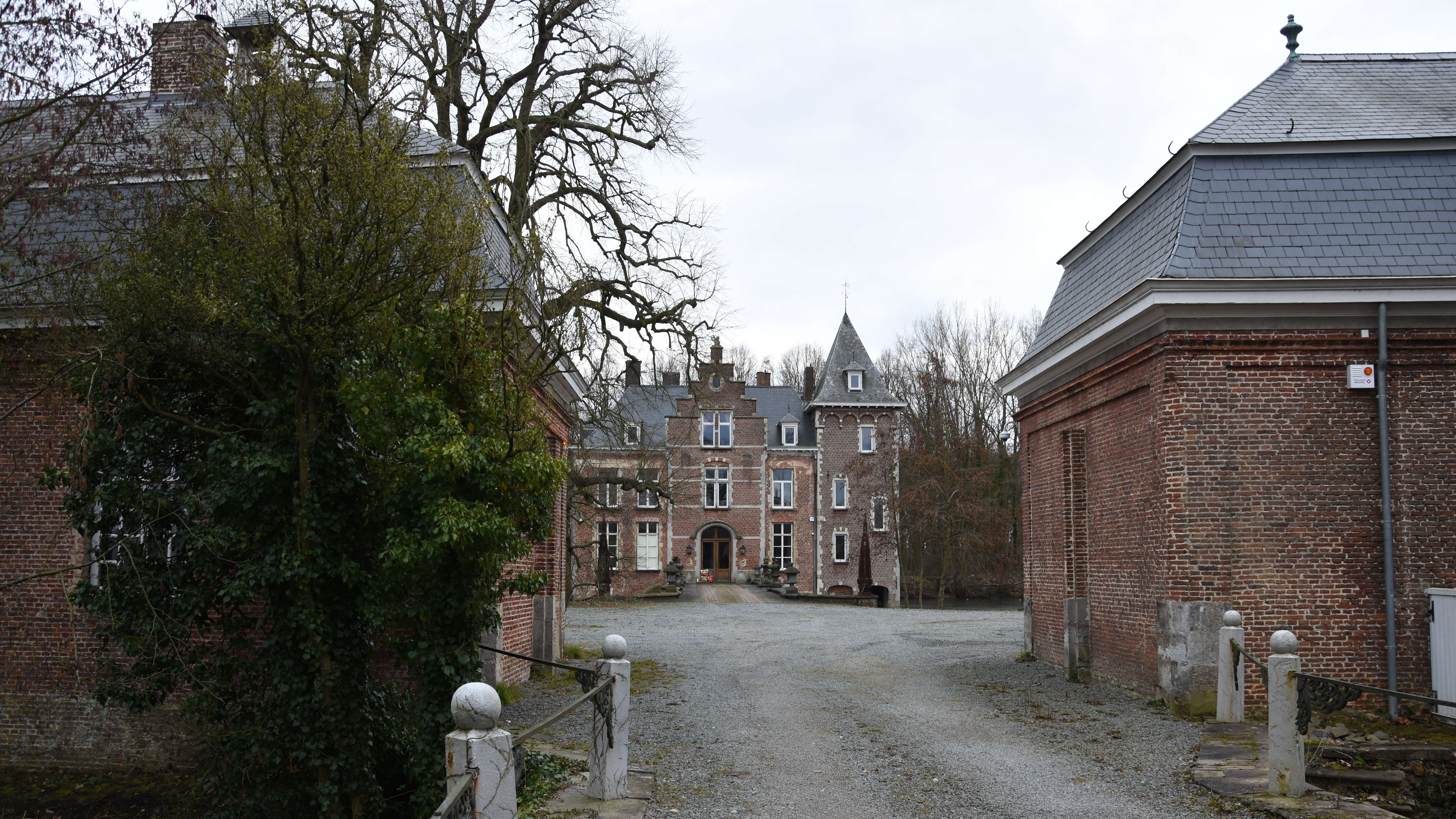
Kasteel de Bueren

Jhr. Jean-Pierre Behaghel (1787-1858), kapitein in het Franse leger en in 1817 kolonel van de Burgerwacht in Belle; verkreeg in 1823 de naturalisatie binnen het Verenigd Koninkrijk der Nederlanden en in 1845 werd hij erkend in de erfelijke Belgische adel; opdrachtgever rond 1820 tot de bouw van het Kasteel van Calmont dat sindsdien in de Belgische tak is gebleven
- Jhr. Jules Behaghel (1822-1883), raadsheer bij het hof van beroep in Brussel
  - Dr. Gaston Eugène Ernest ridder Behaghel (1867-1938), doctor in de rechten, advocaat in Gent, burgemeester van Ruien, provincieraadslid, volksvertegenwoordiger en senator; verkreeg in 1907 de titel ridder, overdraagbaar bij eerstgeboorte en in 1921 vergunning om de Bueren aan de familienaam toe te voegen, de naam van zijn echtgenote gravin Berthe de Bueren (1871-1950), laatste vertegenwoordiger van haar geslacht en erfgename van Kasteel de Bueren
    - Pierre ridder Behaghel de Bueren (1897-1968), kolonel bij de cavalerie
      - Dr. Jean ridder Behaghel de Bueren (1926-2003)
        - Louis ridder Behaghel de Bueren (1957), chef de famille van de Belgische tak

    - Jkvr. Anne-Marie Behaghel de Bueren (1904-1996), laatste eigenaresse en bewoonster van Kasteel de Bueren uit haar geslacht; zij trouwde in 1926 met jhr. Ernest de Hemptinne (1902-1932) waarna hun zoon jhr. Reginald (1930) en dochter jkvr. Laurette de Hemptinne (1931) het kasteel tot 2008 bewoonden toen het verkocht werd aan Wim Delvoye
    - Jhr. dr. Philippe Behaghel de Bueren (1906-1986), volksvertegenwoordiger
    - Jhr. André Behaghel de Bueren (1909-2001)
      - Jhr. ir. Elie Behaghel de Bueren (1940), bewoner van het Kasteel van Calmont

### Adellijke allianties
- De Limon (1821), De Cromburgghe de Beaupré (1846), De Séjournet de Rameignies (1853), Ruzette (1861), De Bueren (1892), Morel de Westgaver (1920), De Hemptinne (1926), De Bassompierre (1931), De Marchant et d'Ansembourg (1939), De Broqueville (1939), Saint-John de Crèvecoeur (1945, Franse adel), De Brouwer (1954), de Wasseige (1965), D'Oultremont (1977), Kervyn d'Oud Mooreghem (1981), Le Hardÿ de Beaulieu (1990), De Formanoir de la Cazerie (1993), De Launoit (1994), Jacobs de Hagen (1999), Van Wassenhove (2009)

### Bezittingen
- Kasteel de Bueren, Kasteel Calmont